# Bad
«Bad» (з англ. «Поганий») — пісня американського композитора й співака Майкла Джексона. Це другий сингл з його сьомого однойменного альбому, який вийшов 7 вересня 1987 на звукозаписуючому лейблі Epic Records. «Bad» досягла першої сходинки на Billboard Hot 100 і протрималась там два тижні, ставши сьомою піснею Джексона, що досягла цієї відмітки. Пісня зробила співака ще популярнішим.
31 серпня 1987 на телеканалі «CBS» відбулася прем'єра 18-хвилинного короткометражного фільму «Bad» з Майклом Джексоном у головній ролі. Режисером відео виступив Мартін Скорсезе, бюджет зйомок склав 2,2 млн доларів, фільм потрапив до списку найдорожчих музичних відеокліпів. 4-хвилинний фрагмент короткометражного фільму, знятий на одній зі станцій нью-йоркського метро, увійшов у  ротацію на телебаченні. Музичне відео вплинуло на багатьох музикантів, наприклад на Lady Gaga. Джексон збирався виконувати цю пісню на своєму останньому турі «This Is It».
Пісню використано в анімаційному фільмі 2010 року «Мегамозок». У 2012 році до переліку композицій перевидання альбому «Bad 25» увійшов ремікс на «Bad», створений за участю діджея Afrojack і репера Pitbull. Композиція була випущена другим синглом з перевидання, проте великого успіху не мала.

## Історія створення
В середині 80-х років Джексон натрапив на газетну статтю про вбивство Едмунда Перрі — підліток-афроамериканець з Гарлема був застрелений поліцейським. Вбивство викликало широкий суспільний резонанс після того, як з'ясувалося, що Перрі був почесним студентом Стенфордського університету. Саме ця історія надихнула співака на створення нової пісні. «Bad» стала однією з дев'яти композицій, написаних Джексоном для однойменного альбому.
В інтерв'ю «Ebony» та «Jet» у 1987 році співак пояснив, в якому значенні він вживає слово «bad» в пісні та назві нової платівки: «Не сприймайте його занадто серйозно, я використовую це слово, щоб сказати: „Ти крутий, ти сильний, все в порядку“. Я не маю на увазі „поганий“ в злочинному сенсі, хоча, звичайно, люди так це і сприймуть». Первинний намір Джексона був у записі «Bad» дуетом із Прінс: у 80-х між музикантами тривало суперництво, і записана спільно композиція могла стати ілюстрацією до нього. Джексон і Прінс повинні були обмінюватися репліками та з'ясувати «Хто крутіше?» («Who's bad?»). Однак Прінс відмовився від співпраці після ознайомлення із пропозицію. Запис пісні відбулася у січні 1987 року в студії Westlake Recording Studios у західному Голлівуді. Коли «Bad» була практично закінчена, Джексону здалося, що чогось не вистачає. На прохання співака на запис був запрошений джазовий органіст Джиммі Сміт, який зіграв соло на Гаммонд-органі.

## Музичне відео
Короткометражний фільм «Bad» хронометражем 18 хвилин був знятий Мартіном Скорсезе за сценарієм Річарда Прайса. Роль ватажка банди Міні Макса зіграв на той час актор-почитківець Веслі Снайпс.
Сюжет першої, чорно-білої частини фільму, частково перегукується із історією Едмунда Перрі — після навчання в елітній приватній школі молода людина на ім'я Дерілл (Джексон) повертається додому в гето. Його старі друзі на чолі з Міні Максом (Снайпс) жартують над ним, кажучи, що в школі він став іншим і більше не так «крутий», як раніше, і Дерілл вирішує довести їм зворотне. Вони спускаються до метра, де вирішують обікрасти перехожого, проте в останній момент герой передумує й не дає своїм поплічникам довести план до завершення. Перехожий втікає, а Міні Макс звинувачує Дерілл в тому, що той більше не «крутий». Далі починається кольорова частина фільму, яка згодом потрапила до телевізійної ротації: Джексон несподівано виявляється у чорному костюмі, обшитому безліччю шкіряних ременів із пряжками, навколо співака раптово з'являються його соратники. По виконанню композиції «Bad» слідує а капельна вокальна імпровізація — вражений Міні Макс відступає.

## Концертні виступи
Вперше Джексон заспівав пісню під час Bad World Tour (1987 — 1989), який став найуспішнішим туром за всю історію музики. Далі співець виконував пісню на деяких концертах першого етапу Dangerous World Tour (1992). Також співак планував виконати пісню і на другому етапі вищевказаного туру у 1993 році, але виключив пісню з концертної програми. Наступні плани були такі: у період з 2009 по 2010 роки Джексон дасть 50 концертів у Лондоні під назвою «This Is It», у концертну програму була включена і ця пісня. Але тур скасували через раптову смерть Джексона.
Концертний виступ із «Bad» на під час однойменного турне Джексона було выпущено на DVD Live at Wembley July 16, 1988.

## Учасники запису
- Майкл Джексон — текст, музика, вокал, бек-вокал, аранжування ритму і вокалу
- Джиммі Сміт — Гаммонд-орган
- Грег Філінгейнс — синтезатори
- Джон Робінсон — ударні
- Дуглас Гетчел — програмування ударних
- Девід Вильямс — гітари
- Кім Хатчкрофт — саксофон
- Ларрі Вільямс — саксофон
- Гері Грант — труба
- Джеррі Хей — труба
- Пауліно да Коста — перкусія
- Крістофер Карелл — сінклавір, електронна гітара, аранжування ритму
- Майкл Боддікер — синтезатор
- Джон Барнс — синтезатор
- Квінсі Джонс — аранжування ритму
- Джеррі Хей — аранжування духових

## Нагороди та номінації
| Рік  | Нагорода                | Номінована робота | Категорія                     | Результат | Джерело |
| ---- | ----------------------- | ----------------- | ----------------------------- | --------- | ------- |
| 1988 | Soul Train Music Awards | Сингл             | Кращий сингл в жанрі соул     | Перемога  | [ 9 ]   |
| 1988 | American Music Awards   | Сингл             | Кращий соул/ритм-н-блюз сингл | Перемога  | [ 10 ]  |
| 1988 | Grammy Awards           | Сингл             | Кращий поп-вокал              | Номінація | [ 11 ]  |
| 1988 | Grammy Awards           | Сингл             | Кращий ритм-н-блюз-вокал      | Номінація | [ 11 ]  |
| 1988 | MTV Video Music Awards  | Відеокліп         | Краща хореографія             | Номінація | [ 12 ]  |

## Чарти
| Чарт (1987)                     | Пікова позиція |
| ------------------------------- | -------------- |
| Australian Singles Chart        | 27             |
| Austrian Singles Chart          | 9              |
| Canadian Singles Chart          | 5              |
| Danish Singles Chart            | 37             |
| Dutch Singles Chart             | 1              |
| Eurochart Hot 100 Singles       | 1              |
| French Singles Chart            | 4              |
| Italian Singles Chart           | 5              |
| New Zealand RIANZ Singles Chart | 2              |
| Norwegian Singles Chart         | 2              |
| Swedish Singles Chart           | 4              |
| Swiss Singles Chart             | 3              |
| United Kingdom Singles Chart    | 3              |
| Billboard Hot 100               | 1              |
| Billboard Hot R&B Singles       | 1              |
| Billboard Hot Dance Club Play   | 1              |